# Les Guerreaux
Les Guerreaux település Franciaországban, Saône-et-Loire megyében. Lakosainak száma 227 fő (2022. január 1.). Les Guerreaux Neuvy-Grandchamp, La Motte-Saint-Jean, Perrigny-sur-Loire és Saint-Agnan községekkel határos.

## Népesség
A település népességének változása:
| Lakosok száma | 246  | 243  | 240  | 236  | 235  | 231  | 228  | 228  | 227  |
|               | 2013 | 2015 | 2016 | 2017 | 2018 | 2019 | 2020 | 2021 | 2022 |